# Arley, Alabama
Arley là một thị trấn thuộc quận Winston, tiểu bang Alabama, Hoa Kỳ. Dân số năm 2009 là 318 người, mật độ đạt 33 người/km².